# 2851 Harbin
2851 Harbin је астероид главног астероидног појаса чија средња удаљеност од Сунца износи 2,479 астрономских јединица (АЈ).
Апсолутна магнитуда астероида је 12,3.